# Hitoshi Imamura
Hitoshi Imamura (japonès: 今村 均 Imamura Hitoshi) (Sendai, Prefectura de Miyagi, 28 de juny de 1886 – 4 d'octubre de 1968) va ser un general japonès durant la Segona Guerra Mundial.

## Biografia

### Inicis
Nascut a Sendai, (Prefectura de Miyagi) el seu pare era jutge. Imamura es graduà a l'Acadèmia Imperial de l'Exèrcit Japonès el 1907 i l'Acadèmia de Guerra el 1915. El 1917 va ser promogut a capità i enviat a Anglaterra com a agregat militar el 1918. A l'abril de 1927, va ser nomenat adjunt militar a l'Índia britànica. Promogut a coronel el 1930, ocupà diversos càrrecs d'estat major a la Secció d'Operacions de l'Estat Major General de l'Exèrcit Imperial Japonès entre 1931 i 1932.

### Guerres a la Xina
Després de l'Incident de Shanghai de 1932, va ser enviat a comandar el 57è Regiment d'Infanteria. Al seu retorn al Japó, esdevingué Comandant de l'Escola Militar de Narashino entre 1932 i 1935.
Al març de 1935, Imamura va ser promogut a comandant de brigada i destinat a la 40a Brigada d'infanteria amb rang de Rikugun Shōshō. Al març de 1936 va ser nomenat adjunt al Cap de l'Estat Major de l'Exèrcit de Kwangtung, a Manxukuo. Tornà a ser cridat al Japó per ocupar el càrrec de comandant de l'Escola d'Infanteria de l'Exèrcit a Toyama entre 1937-38.
Promogut al rang de Rikugun Chūjō al març de 1938, Imamura rebé el comandament de la 5a Divisió d'Infanteria, llavors estacionat a la Xina, seguint el seu comandament durant les primeres etapes de la Segona guerra Sinojaponesa el 1940.
Entre 1940-41 va ser Adjunt a l'Inspector General de l'Entrenament Militar, un dels càrrecs més poderosos de l'Exèrcit Japonès. A continuació va ser nomenat Comandant en Cap del 23è Exèrcit.

### Segona Guerra Mundial
Imamura esdevingué comandant del Setzè Exèrcit al novembre de 1941, encapçalant la invasió de les Índies Orientals Neerlandeses. Mentre que la seva flota es dirigia a l'illa de Java. El seu vaixell, el Ryujo-maru, va ser enfonsat per torpedes (probablement foc amic) durant la batalla de l'estret de Sunda, veient-se obligat a nedar fins a la costa.
Posteriorment assumí el comandament del 8è Exèrcit Regional, responsable dels exèrcits 17è (a les Salomó) i 8è (a Nova Guinea) a finals de 1942. Imamura tenia el quarter general a Rabaul (Nova Bretanya). Adoptà una política de confraternització cap a la població local de les antigues Índies Orientals Neerlandeses, sovint en conflicte amb els seus superiors de l'estat major d'Exèrcit Sud i del Quarter General Imperial. Car i això, les seves polítiques van guanyar suport entre la població i van reduir les dificultats de l'ocupació.
Imamura va ser promogut a Rikugun Taisho el 1943. Juntament amb el comandant naval de Rabaul, el Vicealmirall Jinichi Kusaka, Imamura es rendí les forces japoneses a Nova Guinea i a les Illes del Pacífic del Sud a les forces australianes, al setembre de 1945.
Després de la guerra, Imamura va ser detingut a Rabaul per l'exèrcit australià, sent acusat de crims de guerra, incloent les execucions de presoners de guerra aliats comesos per les seves tropes, sent portat davant d'un tribunal militar. L'abril del 1946, Imamura va escriure al comandant militar australià a Rabaul, demanant que es procedís amb el seu propi judici per crims de guerra per tal d'accelerar la persecució dels criminals de guerra a les seves ordres. Imamura va ser acusat de negligència en el control de les seves tropes, les quals van poder cometre atrocitats brutals i altres grans crims. Va ser jutjat per un tribunal militar australià a Rabaul, entre l'1 i el 16 de maig de 1946, sent condemnat a 10 anys d'empresonament. Va acomplir la seva condemna a la presó de Sugamo de Tokyo, fins que va ser alliberat el 1954.

### Llibres
- Gailey, Harry A. Bougainville, 1943-1945: The Forgotten Campaign.  Lexington, Kentucky, USA: University Press of Kentucky, 1991. ISBN 0-8131-9047-9.- neutral review of this book here:[6]
- Hayashi, Saburo. Kogun: The Japanese Army in the Pacific War.  Marine Corps. Association, 1959. ASIN B000ID3YRK.